# 領航鯨
領航鯨（英文：pilot whale），又名圓頭鯨或巨頭鯨（日文：ゴンドウクジラ），是海豚科、領航鯨亞科之下領航鯨屬（學名：Globicephala）鯨類的統稱，現存兩種，即長肢領航鯨和短肢領航鯨，二者的形態極其相似，都具有圓球狀頭部與黑色體表。牠們之間的區別除了鰭肢長短以外，還在於對海水溫度的偏好——長肢領航鯨主要分佈於北大西洋和南半球的寒温带至副極地海域，短肢領航鯨則主要分佈於全球的暖温带至热带海域。
成年領航鯨的身長可達6米，為海豚科中體型僅次於虎鯨者。與虎鯨類似的是，領航鯨同樣高度依賴群體生活，會組成穩定的母系社群，並能終生待在其出生的群體內。牠們主要以魷魚為食，也會捕食大型底層魚類，如鱈魚和大菱鮃等。在海洋動物的擱淺報道中，領航鯨是最常出現的動物類群之一，但其經常擱淺的原因尚不完全清楚。
現今某些地區仍然遺留着針對領航鯨的捕殺活動，這在國際上是一個有爭議的話題。同時，領航鯨還容易受到污染物、渔业兼捕和人為噪音的影響，不過世界上大部分領航鯨種群依然維持着較多数量，暫無滅絕風險。截至2018年，兩種領航鯨均被國際自然保護聯盟（IUCN）評估為无危物种。

## 名稱由來
“領航鯨”譯自英文“pilot whale”，據認為牠們由一個首領來領導群體行動，故名。在英文中，領航鯨因其渾圓的頭部與黑色的皮膚而又被稱作“pothead whales”（鍋頭鯨）和“blackfish”（黑魚）。屬名“Globicephala”源自拉丁文單詞“globus”（圓球，地球）＋希臘文單詞“κεφᾰλή”（拉丁轉寫：kephale；頭），若按拉丁屬名原意，領航鯨屬應當譯為“圓頭鯨屬”。

## 下屬物種

### 現生種
| 種名和照片                             | 亞種                                          | 保護狀況                       | 體型                                               |
| -------------------------------------- | --------------------------------------------- | ------------------------------ | -------------------------------------------------- |
| 長肢領航鯨 G. melas (Traill, 1809)     | 北大西洋長肢領航鯨 G. m. melas (Traill, 1809) | IUCN 評級：無危 CITES：附錄 II | 初生：1.7–2米，約75千克 成年：3.8–6.7米，1.3–3.5吨 |
| 長肢領航鯨 G. melas (Traill, 1809)     | 南長肢領航鯨 G. m. edwardii (A. Smith, 1834)  | IUCN 評級：無危 CITES：附錄 II | 初生：1.7–2米，約75千克 成年：3.8–6.7米，1.3–3.5吨 |
| 短肢領航鯨 G. macrorhynchus Gray, 1846 | 未劃分                                        | IUCN 評級：無危 CITES：附錄 II | 初生：1.4–1.9米，約60千克 成年：3.6–7.2米，1–4吨   |

### 化石種
- 伊特鲁里亚领航鲸 G. etruriae Pilleri, 1987：產自意大利沃尔泰拉的上新世皮亚琴期瀕海岩層[12]
- 安瑟领航鲸 G. uncidens (Lankester, 1864)：產自英国和意大利的更新世到中新世岩層[13]
- 卡氏领航鲸 G. karsteni Olfers, 1839：產自德国北莱茵–威斯特法伦州本德的新近纪海洋岩層[14]
- （贝勒领航鲸 G. baereckeii (Sellards, 1916)：產自美国佛罗里达州德兰的卡拉布里海相层，現已歸為短肢領航鯨的異名[15][16]）

## 形態特徵

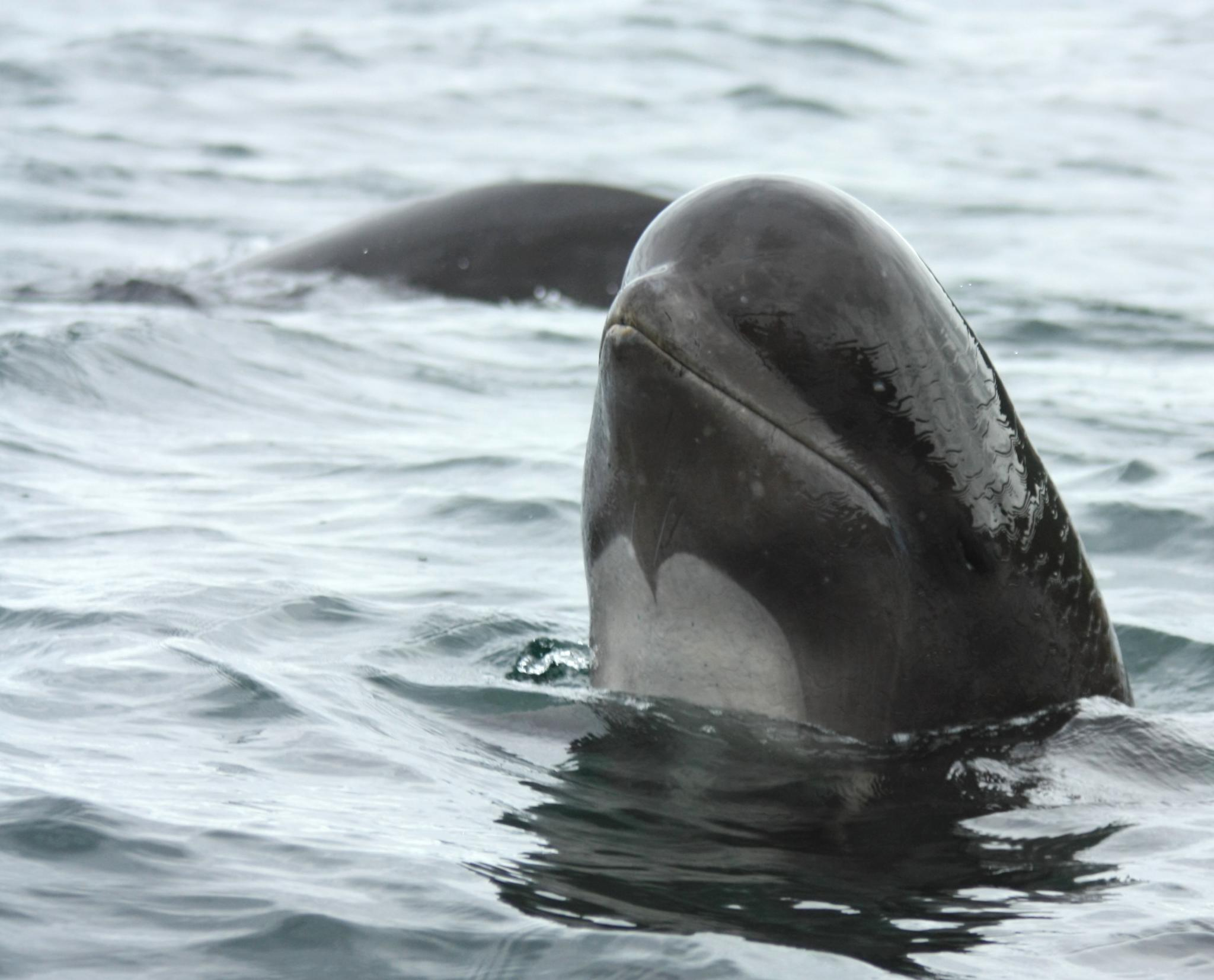
2010年加拿大布雷顿角岛海域，一頭正在浮窺的長肢領航鯨

领航鲸的體色大多呈黑色，一些部位呈灰色或灰白色，包括背鳍後方的鞍状斑塊、眼睛後方隱微可見的火焰狀斑塊、頷部下方的锚状斑塊以及腹部和生殖器處的斑塊。背鰭位於脊背前方並向後傾斜；鰭肢和尾鰭长而呈镰刀状，从基部到端部逐漸變得扁平。领航鲸比大多数海豚更强壮，且擁有一个大而独特的球狀額隆。雄性長肢領航鯨的額隆比雌性長得更大，但日本近岸海域的短肢領航鯨似乎并非如此。
長肢領航鯨和短肢領航鯨十分相似，所以很难区分。传统上，對二者進行區分是根據鰭肢相對於整個身體的長度以及牙齿数量。以往認為長肢領航鯨每排牙齒有9–12颗，鳍肢占身體全長的五分之一，而短肢領航鯨每排牙齒有7–9颗，鰭肢占身體全長的六分之一。對大西洋領航鯨類的研究表明，這些特徵在二者身上存在很大重疊，呈現梯度變異（物種性狀随着環境的梯度變化而形成連續漸變傾向），並非涇渭分明。因此，學者們現多根據头骨差异来区分兩種領航鯨。
在體型方面，長肢領航鯨通常比短肢領航鯨更大。兩種領航鯨均表现出两性异形。成年雌性長肢領航鯨的體長可達5.7米，体重可达1.3吨；雄性可達6.7米、2.3吨。成年雌性短肢領航鯨的体长可达5.5米，雄性則能達到7.2米，体重可达3.2吨。